# Стефан Лазме
Стефан Лазме (фр. Stephane Lasme; Порт Гентил, Габон, 17. децембар 1982) је бивши габонски кошаркаш. Играо је на позицији крилног центра.

## Каријера
Лазме је играо колеџ кошарку за Универзитет Масачусетс (2003–2007). На НБА драфту 2007. је одабран као 46. пик од стране Голден Стејт вориорса. За Голден стејт је наступио на само једној НБА утакмици након чега је отпуштен 17. новембра 2007. Касније тог месеца се прикључио Лос Анђелес дефендерсима у НБА развојној лиги. У марту 2008. је прво потписао десетодневни уговор са Мајами хитом, а касније је продужио уговор до краја 2007/08. сезоне. За Мајами је наступио на 15 НБА утакмица, бележећи просечно 5,5 поена и 3,5 скока по утакмици.
У септембру 2008. је потписао једногодишњи уговор са Партизаном. Са београдским црно-белима је стигао до четвртфинала Евролиге где су елиминисани од московског ЦСКА. У домаћим оквирима са клубом је освојио све трофеје - Куп Радивоја Кораћа, Јадранску лигу и Првенство Србије.
У јулу 2009. је потписао уговор са Макабијем из Тел Авива. Са израелским клубом је освојио национално првенство и куп. По окончању сезоне 2009/10, Макаби је одлучио да му не понуди нови уговор. У јулу 2010. је потписао за Спартак из Санкт Петербурга, али за руски клуб никада није заиграо јер је већ у септембру исте године уговор раскинут. Током сезоне 2010/11. је играо за Мејн ред клоз у НБА развојној лиги. У сезони 2011/12. је наступао за шпански Обрадоиро.
Од 2012. до 2014. је наступао за грчки Панатинаикос. Проглашен је за најбољег одбрамбеног играча Евролиге за сезону 2012/13. У наредној 2013/14. сезони је уврштен у други идеални тим Евролиге. Са Панатинаикосом је освојио по два грчка првенства и купа, а добио је и награду за најкориснијег играча грчког првенства у сезони 2013/14.
У јуну 2014. је потписао двогодишњи уговор са Анадолу Ефесом. Провео је једну сезону у Ефесу у којој је освојио Куп Турске. У сезони 2015/16. је играо за Галатасарај са којим је освојио Еврокуп. Добио је и признање за најкориснијег играча финала Еврокупа. У фебруару 2017. се прикључио Тексас леџендсима у НБА развојној лиги. У сезони 2017/18. је играо за УНИКС из Казања. У јуну 2018. се вратио у Панатинаикос. Ипак, није провео целу сезону у атинском клубу јер је у јануару 2019. отпуштен.

## Успеси

### Клупски
- Партизан:
  - Првенство Србије (1): 2008/09.
  - Куп Радивоја Кораћа (1): 2009.
  - Јадранска лига (1): 2008/09.
- Макаби Тел Авив:
  - Првенство Израела (1): 2009/10.
  - Куп Израела (1): 2010.
- Панатинаикос:
  - Првенство Грчке (2): 2012/13, 2013/14.
  - Куп Грчке (2): 2013, 2014.
- Анадолу Ефес:
  - Куп Турске (1): 2015.
- Галатасарај:
  - Еврокуп (1): 2015/16.

### Појединачни
- Најбољи одбрамбени играч Евролиге (1): 2012/13.
- Идеални тим Евролиге - друга постава (1): 2013/14.
- Најкориснији играч финала Еврокупа (1): 2015/16.
- Идеални тим Еврокупа - прва постава (1): 2015/16.
- Најкориснији играч Првенства Грчке (1): 2012/13.